# Phlox stansburyi
Phlox stansburyi là một loài thực vật có hoa trong họ Polemoniaceae. Loài này được (Torr.) A. Heller miêu tả khoa học đầu tiên năm 1897.

## Hình ảnh

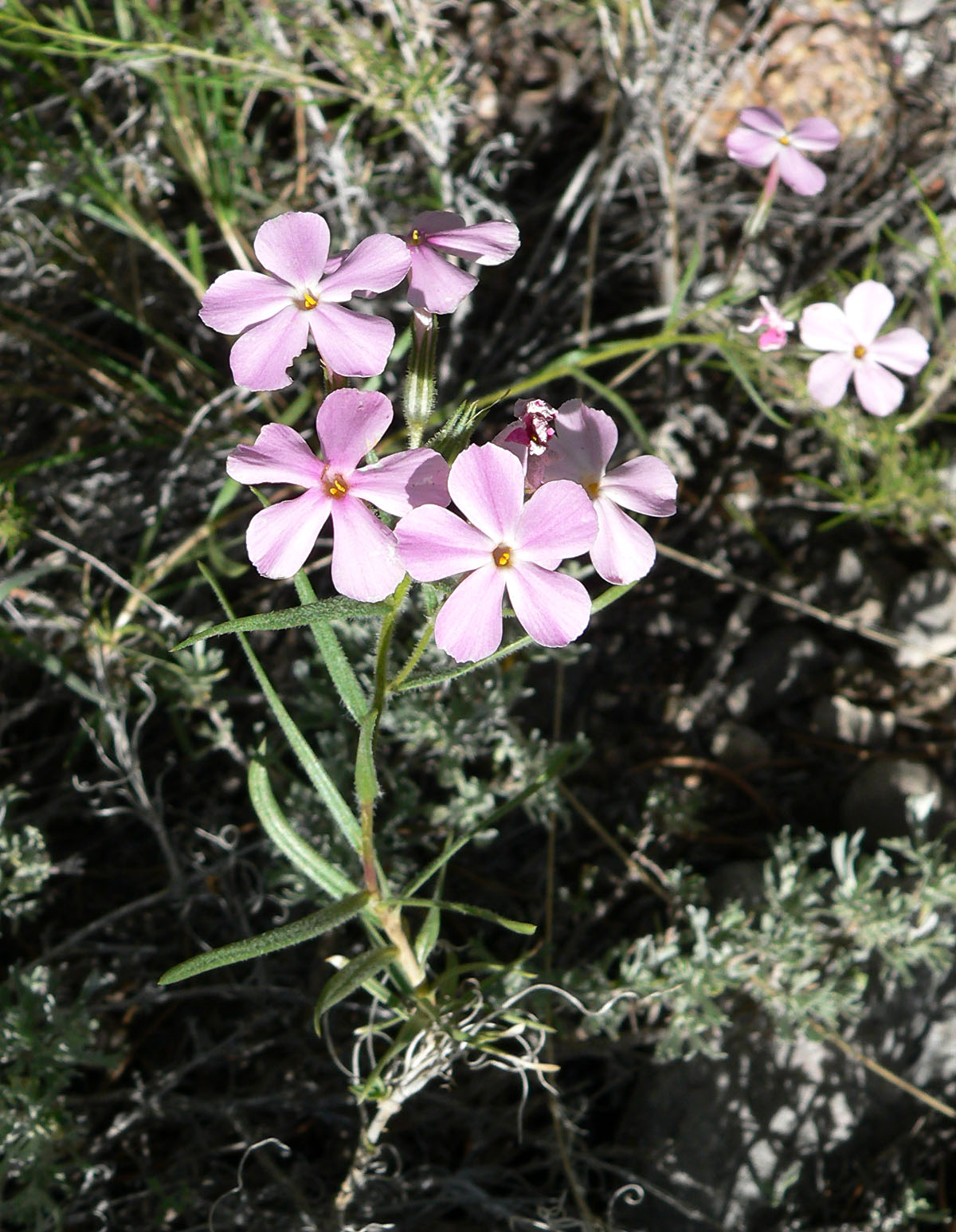
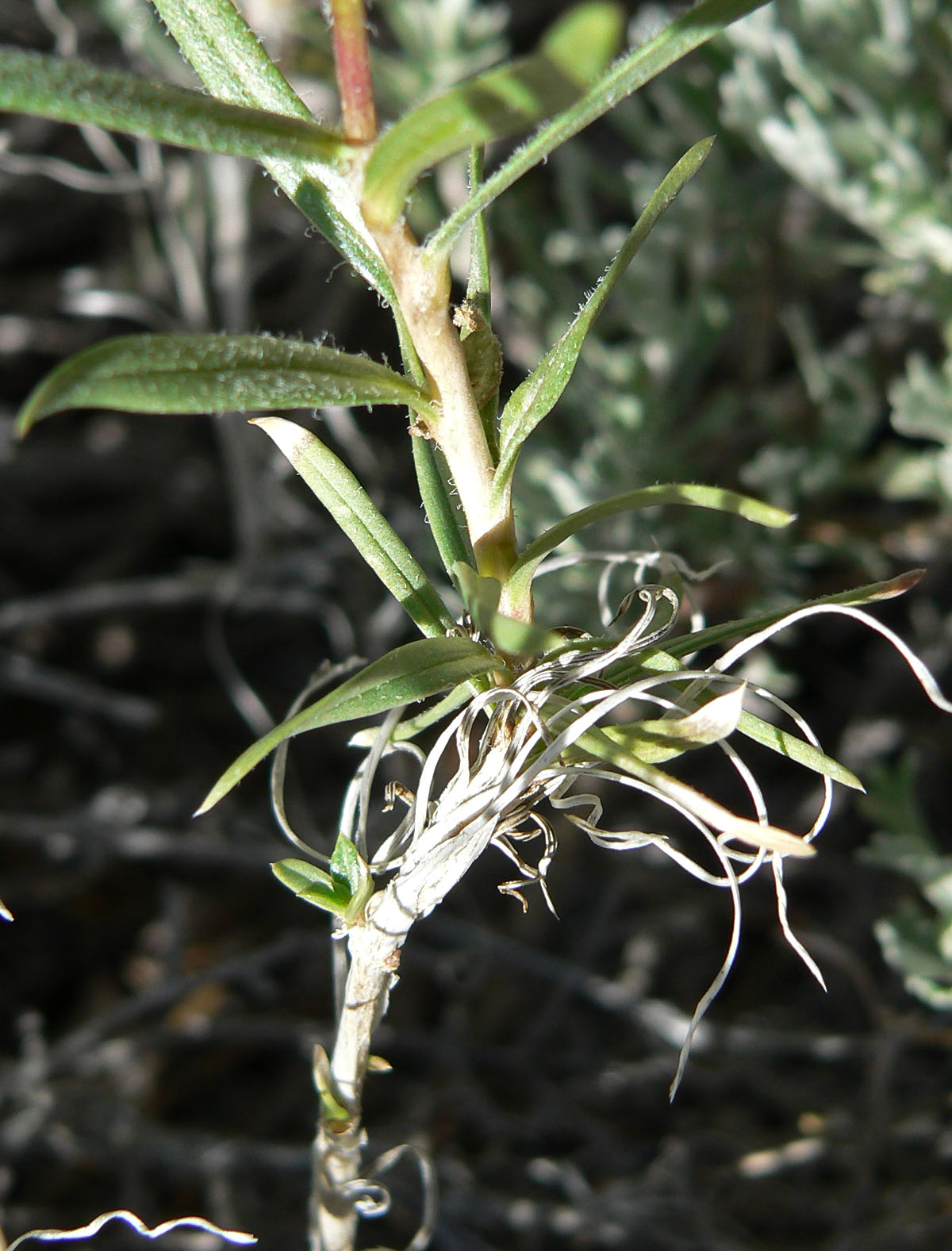
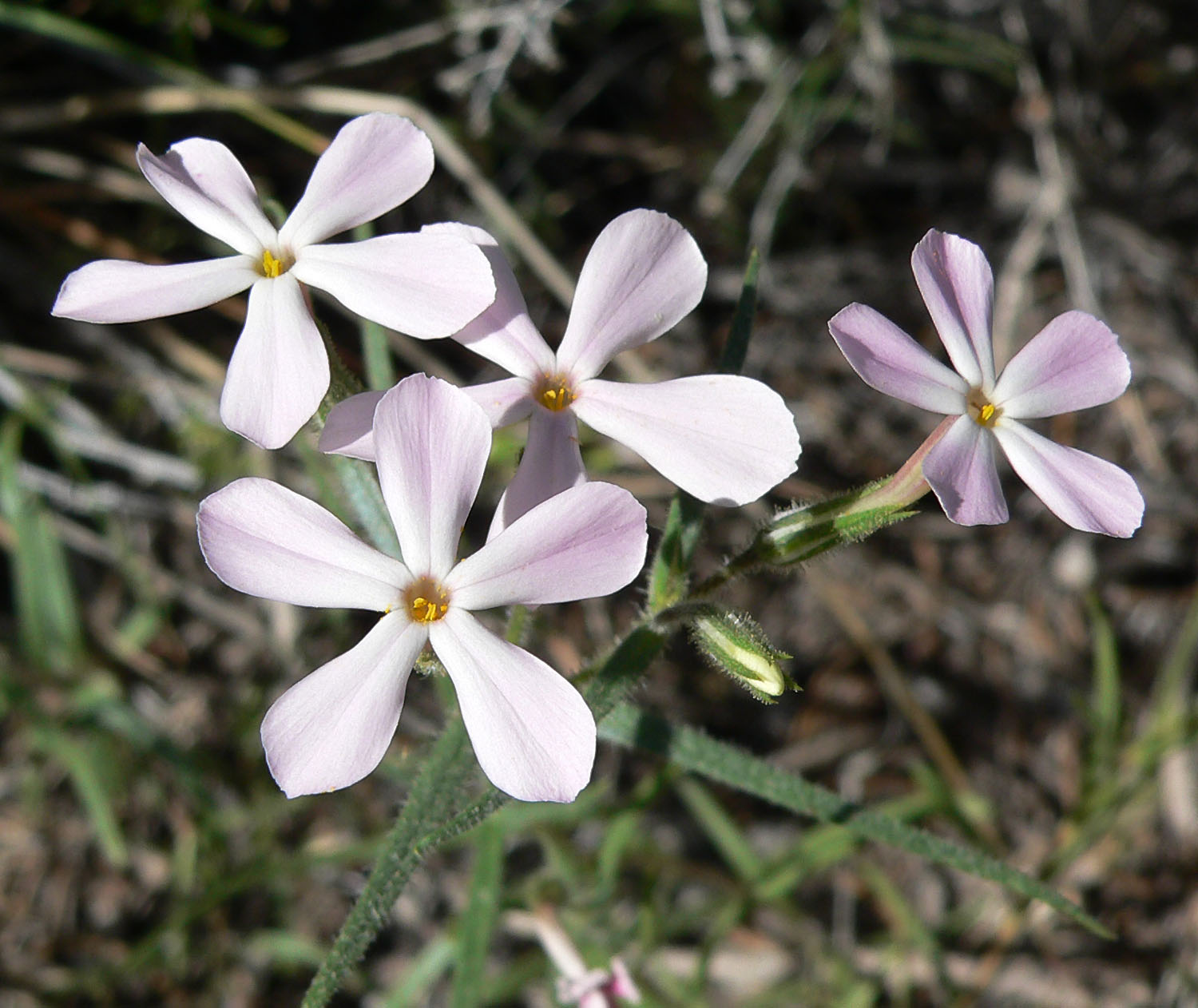
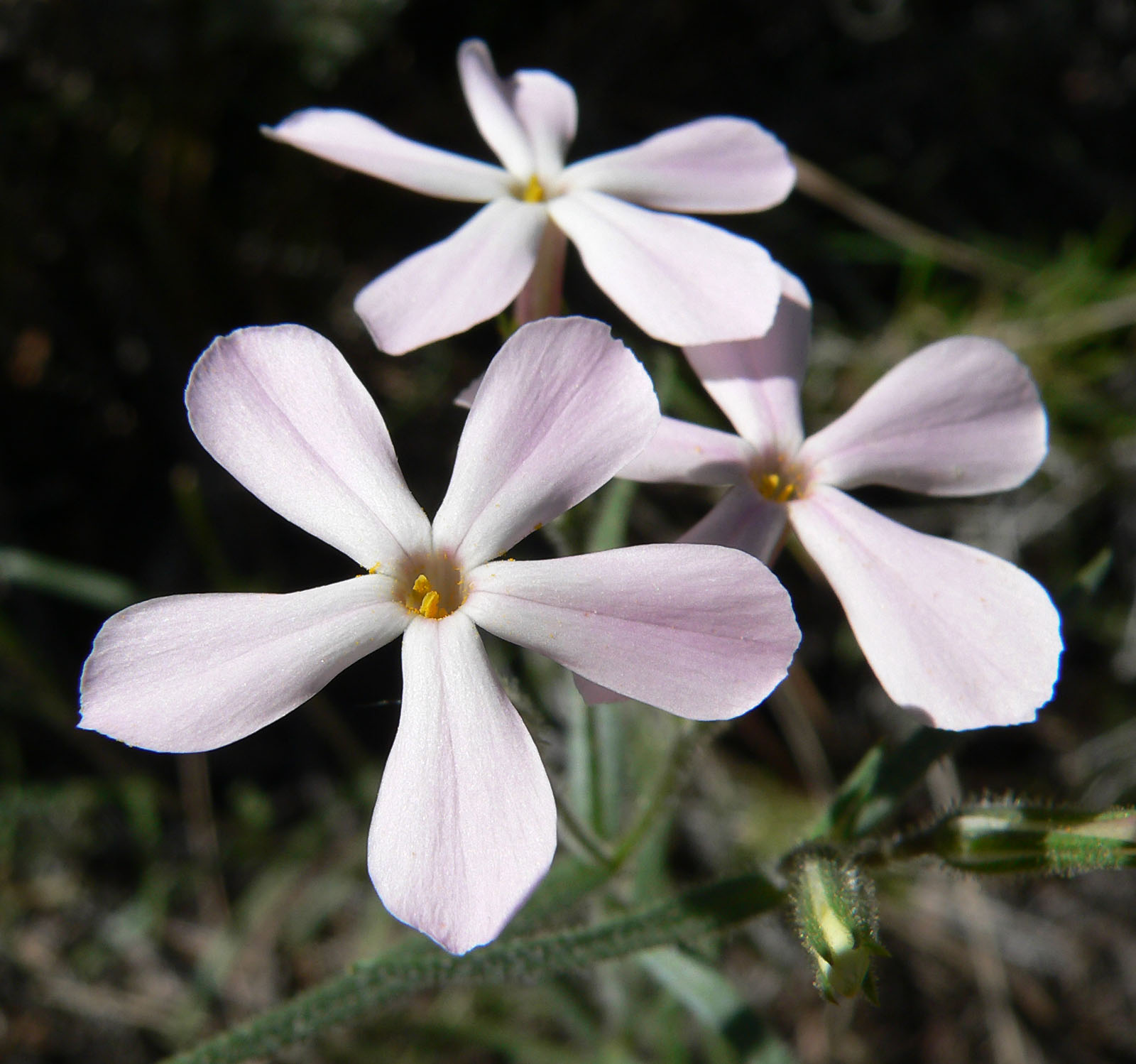